# Miltochrista intensa
Miltochrista intensa är en fjärilsart som beskrevs av Rothschild 1913. Miltochrista intensa ingår i släktet Miltochrista och familjen björnspinnare. Inga underarter finns listade i Catalogue of Life.